# Літак АН-132 (срібна монета)
«Літа́к АН-132» — пам'ятна срібна монета номіналом 10 гривень, випущена Національним банком України, присвячена айбільшому багатоцільовому літаку Ан-132, який призначений для виконання широкого спектра завдань. Літак створений колективом Державного підприємства «Антонов».
Монету введено в обіг 11 квітня 2018 року. Вона належить до серії «Літаки України».

## Опис монети та характеристики
| Номінал грн. | Метал            | Маса, г      | Діаметр, мм | Якість виготовлення | Гурт                           | Тираж, штук |
| ------------ | ---------------- | ------------ | ----------- | ------------------- | ------------------------------ | ----------- |
| 10           | срібло 925 проби | 31,1 / 33,62 | 38,6        | пруф                | гладкий із заглибленим написом | 3 500       |

### Аверс
На аверсі монети розміщено: угорі — напис «УКРАЇНА», під яким малий Державний Герб України; у центрі — стилізовану композицію: сонце, стилізоване крило та птахи; унизу номінал — «10/ ГРИВЕНЬ», та рік карбування монети — «2018» (праворуч).

### Реверс
На реверсі монети у центрі на дзеркальному тлі зображено літак Ан-132 та написи: «ЛІТАКИ УКРАЇНИ» (угорі) «АН-132», «AN-132» (унизу), між якими розміщено логотип «АН».

## Автори

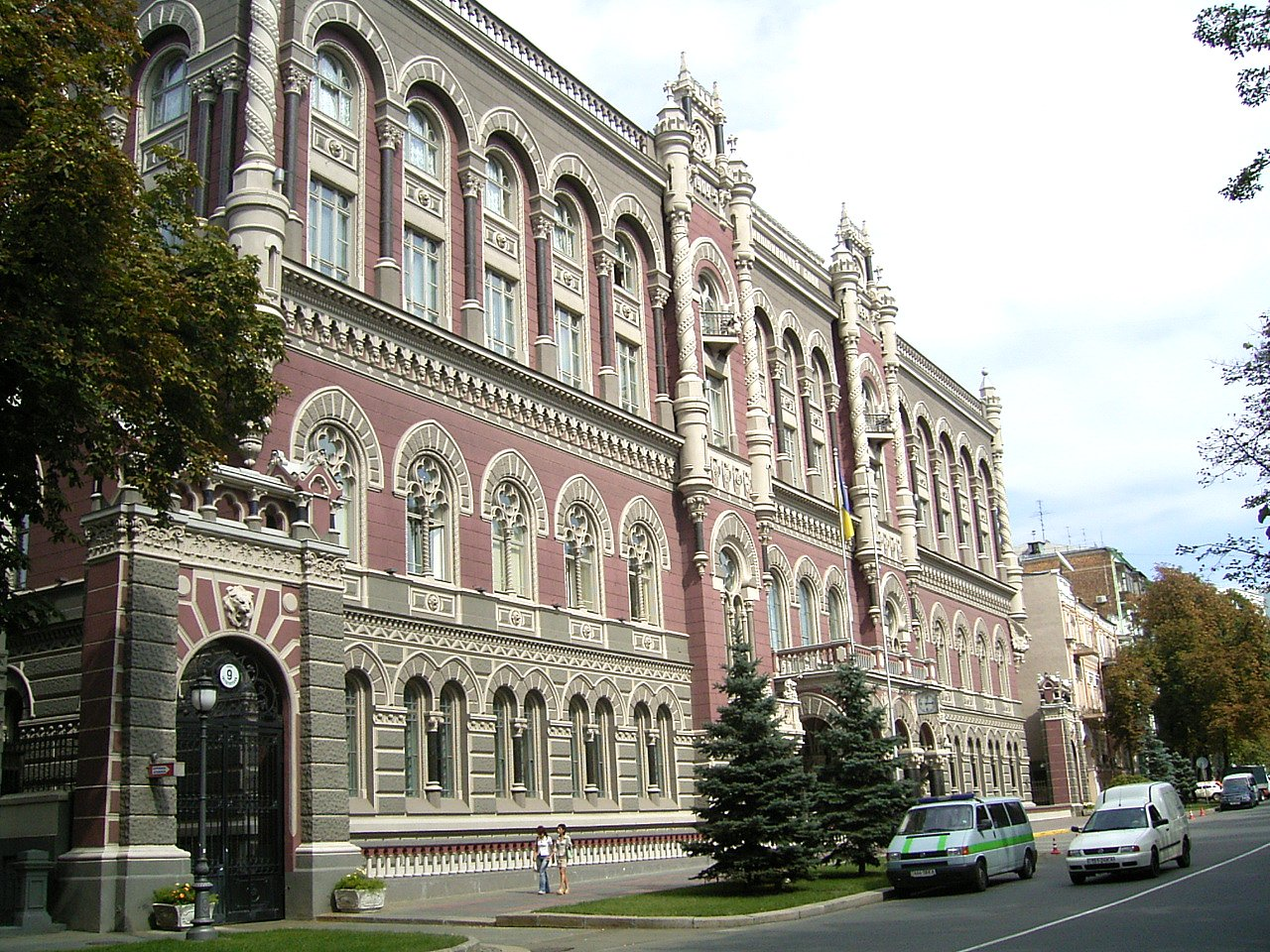
Будівля Національного банку України

- Художник — Дем'яненко Володимир.
- Скульптор — Дем'яненко Володимир.

## Вартість монети
Під час введення монети в обіг 2018 року, Національний банк України реалізовував монету через свої філії за ціною 997 гривень.
Фактична приблизна вартість монети, з роками змінювалася так:
| Рік        | 2018  | 2019  | 2020  | 2021  | 2022  | 2023  | 2024  | 2025  |
| ---------- | ----- | ----- | ----- | ----- | ----- | ----- | ----- | ----- |
| Ціна, грн. | 1 180 | 1 120 | 1 040 | 1 300 | 1 660 | 2 500 | 4 100 | 4 200 |